# Cratere Batya
Batya  è un cratere sulla superficie di Venere.